# European Students' Union
 Der er for få eller ingen kildehenvisninger i denne artikel, hvilket er et problem. Du kan hjælpe ved at angive troværdige kilder til de påstande, som fremføres i artiklen.

European Students 'Union (ESU) er paraplyorganisationen for 45 nationale organisationer for studerende fra 40 lande, der repræsenterer næsten 20 millioner studerende. ESU har til formål at repræsentere og fremme uddannelsesmæssige, sociale, økonomiske og kulturelle interesser for studerende på europæisk plan over for alle relevante organer og især EU's, Europarådets og UNESCO's interesser. ESU repræsenterer de studerendes stemme i Europa ved at være rådgivende medlem af Bologna -processen. ESU er også fuldt medlem af European Youth Forum (YFJ).

## Historie
Den 17. oktober 1982 oprettede syv nationale studenterorganisationer fra Storbritannien, Sverige, Island, Frankrig, Danmark, Norge og Østrig det Western European Students Information Bureau (WESIB) ved en forsamling i Stockholm. I februar 1990 droppede WESIB "W" for at blive European Student Information Bureau (ESIB) efter den politiske omvæltning i Europa. I 1992 blev navnet endnu en gang ændret til National Union of Students in Europe. Dette afspejlede anerkendelsen af ESIB's ændrede mission fra at være en ren informationsdelende organisation til en politisk organisation, der repræsenterede synspunkter fra studerende i europæiske institutioner. I maj 2007 blev det nuværende navn, European Students' Union (ESU), introduceret.
I årenes løb har ESU's kontor flyttet rundt i Europa. Efter etableringen af WESIB i Stockholm var kontoret baseret på Sveriges förenade studentkårers (SFS) kontor i Sverige fra 1982 til 1985, finansieret af et tilskud fra den svenske regering. I 1985 var tilskuddet ved at være lavt, og derfor tilbød National Union of Students (NUS) i Storbritannien at være vært for WESIB i deres hovedkvarter i London. I 1988 flyttede kontoret til Österreichische Hochschülerinnen- und Hochschülerschafts (ÖH) kontorer i Wien og blev der indtil 2000, da det blev besluttet, at kontoret af hensyn til at være i nærheden af de europæiske institutioner skulle flytte til Bruxelles. 

## Strukturer
Den højeste ESU-struktur er bestyrelsesmødet (Board Meeting, BM), der samler repræsentanter fra alle de nationale studenterorganisationer. Bestyrelsesmødet fastsætter organisationens politiske retning og vælger medlemmer til forretningsudvalget til at drive organisationen.

### Forretningsudvalg
Forretningsudvalget (Executive Committee, EC) vælges for en etårig periode på det årlige bestyrelsesmøde af repræsentanter for medlemsorganisationerne, hvor hvert land (ikke organisation) får to stemmer. Præsidenten og næstformændene udgør sammen formandskabet for ESU og er ansvarlige for organisationens daglige drift sammen med de syv generelle medlemmer af EC.